# Сеуаджкара Хори
Сеуаджкара Хори — фараон Древнего Египта, правивший приблизительно в  1649 — 1648 годах до н. э. Представитель XIII династии (Второй переходный период).
Имя Сеуаджкара Хори следует в Туринском папирусе за именем Мерсехемра Инед (VII колонка, 7 строка). Он, согласно этому источнику, правил 1 год и ещё какой-то промежуток времени, установить который в настоящее время не представляется возможным. Возможно, его следует отождествить с …каура, упомянутым в Карнакском списке. Более о нём ничего не известно.

## Имена Сеуаджкара Хори
Его тронным именем было Сеуаджкара, «Делающий так, чтобы дух бога солнца процветал», а личным именем — Хори.
|  |

| Ca1 | N5 | S29 | M13 | D28 | Z1 | G7 | Ca2 | G5 | M17 |

| Ca1 | N5 | S29 | M13 | D28 | Z1 | G7 | Ca2 | G5 | M17 |